# 釋福智
釋福智（1873年—1922年1月28日），俗名吳燦明，福建省泉州府晉江縣清濛鄉人，臺灣日治時期佛教禪師，聞名於艋舺龍山寺住持任內大幅整修寺院事蹟，世人稱其福智和尚、福智禪師，獲尊稱為福智大師。

## 生平
清同治十二年（1873年）吳燦明生於福建省晉江縣，幼年家境清苦。成年後隻身渡海來臺落腳艋舺。初於糕餅舖從事打雜，後漸累積蓄自營糕餅業，然未達一年即因經營不善而賣店償債，頓時窮途潦倒。迷失人生方向的吳燦明前往龍山寺投奔時任住持意來禪師獲得收留，遂於寺內充任伙伕等雜事，偶時參禪禮佛，深獲意來禪師賞識，自此披剃出家、皈依佛門，法號「福智」。於意來禪師圓寂後的明治36年（1903年）3月4日繼任為住持。初任住持期間曾有閒人誣傳其私養女眷，釋福智為自清，毅然決定去勢。其苦持修行以粗衣惡食，人稱「乞丐和尚」。
大正6年（1917年）5月6日，釋福智率眾信徒重返福建泉州參香，拜謁艋舺龍山寺祖廟晉江龍山寺。
大正8年（1919年）艋舺龍山寺年久失修，木構建築長年接觸潮濕氣候致使白蟻孳生，建物逐日被腐朽蛀蝕，全寺已然成為危樓，隨時皆有坍塌之危。福智禪師遂邀集臺北地方士紳參與籌措修復資金，並以身作則率先捐出多年積蓄7200日圓。該次募捐集資成果最終募得現款23萬7千餘元及時價27萬餘的建築材料。翌年元月正式動土重建。
大正11年（1922年）1月28日，福智大師於龍山寺住持任上圓寂，世壽五十載。鄉紳辜顯榮、吳昌才等負責重建事務的董事會要員親禮聘任覺力禪師繼之為住持。
福智大師法體荼毗後之靈骨納以瓷甕，原置於觀音山凌雲寺塔內。民國38年（1949年）5月12日，移寄古亭區寶藏巖附設之寶藏塔。

## 身後紀念
艋舺龍山寺得以於福智大師身後的1924年3月23日順利整修落成。1995年寺方董事會以及眾信徒為感念福智大師畢生對於寺院的貢獻，特於寺院後殿華佗廳後側成立「福智大師紀念堂」，內奉有全彩福智大師全身塑像一座，高約140公分、雙手合十，以玻璃櫃罩之。後懸「佛心」墨寶，落款「戊寅年。福智大師：民國八年發心，捐其一生積蓄，興龍山寺於頹危；功德至深且鉅，足資後人楷模。緣會恭書。」字樣。紀念堂用以陳列文物兼作禪房，並不向外界開放參觀。

## 外部連結
- 艋舺龍山寺官網歷史典故——福智大師 （页面存档备份，存于）

| 前任： 釋意來 | 艋舺龍山寺住持 西元1903年—1922年 | 繼任： 釋覺力 |